# Nhà hát quốc gia Preah Suramarit
Nhà hát quốc gia Preah Suramarit hay Nhà hát Bassac là nhà hát quốc gia trước đây của Campuchia ở thủ đô Phnôm Pênh.
Nhà hát này được kiến trúc sư nổi tiếng Vann Molyvann thiết kế năm 1966 và khai trươgn năm 1968 với tên gọi Grand Théâtre Preah Bat Norodom Suramarit (aka Mohorsrop Theatre). Được xây giống như một con tàu bên bờ sông Hậu, nhà hát này nổi tiếng có sân khấu rộng và hệ thống âm thanh tuyệt vời cho các buổi biểu diễn nhạc và kịch Campuchia.
Trước khi chế độ của Pol Pot lên nắm quyền, ít nhất có 300 nghệ sĩ biểu diễn chuyên nghiệp ở đây với các môn múa dân gian Campuchia và các thể loại âm nhạc khác. Nhưng 80% số nghệ sĩ này đã không bao giờ trở lại kể từ khi Khmer Đỏ nắm quyền. Trong thập niên 1980, Bộ Văn hóa Campuchia đã nỗ lực kêu gọi các nghệ sĩ sống sót quay lại Phnôm Pênh và đã tổ chức một festival tại nhà hát này năm 1988 để hồi sinh lại văn hóa dân tộc bị ảnh hưởng bởi cuộc chiến trước đó.